# Leucoptera psophocarpella
Leucoptera psophocarpella (tên tiếng Anh: Winged-bean Blotch Miner) là một loài bướm đêm thuộc họ Lyonetiidae. Nó được tìm thấy ở Papua New Guinea.
Sải cánh dài khoảng 4 mm.
Ấu trùng ăn Psophocarpus tetragonolobus. Chúng ăn lá nơi chúng làm tổ. ==Tham khảo==